# 文正一
文 正一(ムン・チョンイル、문정일、1914年 - 2003年3月14日)は延辺朝鮮族自治州の政治家。朝鮮族。本名は李雲竜(리운룡)。

## 経歴
1914年、吉林省琿春に生まれる。
1934年、朝鮮民族革命党に入党。南京の朝鮮民族前衛同盟に参加。
1937年、中央陸軍軍官学校特別訓練班第6期歩兵科に入校。1938年6月に卒業。10月に朝鮮義勇隊が創設され、第2支隊第2分隊の朝鮮青年同盟支部書記となる。朝鮮義勇隊第2支隊第2隊長。後に華北に進出し、1939年に八路軍洛陽弁事処で朝鮮義勇隊隊長に任じられる。1940年1月に中国共産党に加入。1941年、華北朝鮮独立同盟秘書長。1943年から八路軍第120師政治部敵工部で活動。1945年に朝鮮軍政革命学校の幹部審査事業を担当。
第2次世界大戦終戦後は朝鮮義勇軍第5支隊の先遣隊を率いて延吉に進出。1945年11月、延吉県委副書記。
1947年10月、吉東専門公署副専員。竜井高幹班の工作を担当。
1948年、延辺専門公署副専員。5月、琿春県県長。10月、延吉県県長。
1949年3月、延辺専門公署専員。8月、東北局農林部秘書長。
朝鮮戦争では中国人民志願軍後勤部運輸部長、政治部保衛部副部長を歴任。
1955年、国家民族事務委員会副主任。1978年、第5回中国人民政治協商会議常務委員。第11回中央規律検査委員会委員。1982年、第12回中央規律検査委員会委員。
2003年3月、北京で死去。

## 参考
- 李海燕 (2009), 戦後の「満州」と朝鮮人社会 越境・周縁・アイデンティティ, 御茶の水書房, ISBN 978-4-27-500842-8
- “［백년백인16］당의 민족사업에 충직한 로간부 문정일” (朝鮮語).   吉林新聞. 2015年4月13日閲覧。